# Charadrius placidus
Il corriere beccolungo (Charadrius placidus, Gray, JF & Gray, GR, 1863) è un uccello della famiglia dei Charadriidae.

## Sistematica
Charadrius placidus ha due sottospecie:
- Charadrius placidus placidus
- Charadrius placidus japonicus

## Distribuzione e habitat
Questo uccello vive in Asia centro-orientale, dall'India e dalla Russia fino al Vietnam. È presente anche in Giappone e su Taiwan, mentre è di passo in Bangladesh, Sri Lanka, Bhutan e Indonesia.